# 女の庭
『女の庭』（おんなのにわ）は、日本の作家である花房観音による官能小説・ミステリー小説。
単行本は、2012年11月22日に幻冬舎より刊行された。文庫版は、2015年8月5日に幻冬舎文庫より刊行された。装画は単行本・文庫版ともに西村オコが手がけている。AV監督の二村ヒトシは、「ホラー・ミステリー寄りの作風」「女同士のドロドロとした嫉妬も怖い」と評している。

## あらすじ

### 序章 如意ヶ岳
翠は、京都の東山にある仏教系の女子大の文化人類学部を卒業した。その女子大は、阿弥陀ヶ峰の中腹にある。深見は、翠らのゼミの指導教官だった。翠は、深見が亡くなったことを、里香から電話で知り、銀閣寺の近くの如意ヶ岳という山のふもとにある家で催される葬儀に足を運んだ。そこで、かつて深見ゼミのゼミ生だった里香、絵奈子、唯、愛美と、12年ぶりに再会する。深見ゼミの10人のうち、5人が集合した形になる。葬儀の後、5人は、歩いて5分ほどの今出川通沿いの喫茶店に入る。その日の夜、里香の提案で、西陣にある彼女の住むマンションで、5人は五山の送り火を見る。五山の送り火が燃え尽きると、翠は、また来年も皆で集まろう、と提案する。
卒業を間近に控えた、大学4年生の冬のある日、自由参加の授業で、深見とある女が床をともにしているシーンを映したビデオ映像が、間違って流された。しかもその女とは、翠らと同じ大学で机を並べているらしいということだった。この〈事件〉のことは、誰も大学を訴えるようなことはせず、うやむやにされた。

### 第1章 清水寺――絵奈子
絵奈子は、両親が営む土産物屋で店番をするなどして働いている。大学を卒業してから結婚したが、1年も経たないうちに離婚した。絵奈子は、里香のマンションの屋上で五山の送り火を見た夜、そのまま家には帰らず、西院にある森野の住むマンションに寄り、森野と床をともにした。
10月に入って1週間ほど経ったある日、絵奈子が店番をしていると、森野の妻が店に入ってきて、絵奈子が森野と浮気をしていることに腹を立てて、怒鳴り込んできて、清水焼の陶器を手に取って、床に叩きつける。すると、絵奈子の父親が、土下座をして謝罪する。そして、森野が店に入ってきて、一応、事態は収まる。

### 第2章 吉田山――里香
里香は、京都のそこそこ名の知れた呉服屋のひとり娘である。里香は、大学を卒業した後、広告会社に就職したが、3か月で退職した。その後、典孝と結婚し、2人の子を産んだ。やがて、子育てから少し解放されて、ひとりの時間が持てるようになると、インターネットをするようになり、aiというハンドルネームでブログを始めた。欲望のある女という設定でブログを綴り、読者とコメント欄でやりとりするのを楽しんでいる。里香は、間違って流れた深見のビデオテープを見たとき、裏切られた気分になった。
ある日、〈たくぽん〉と名乗る人から、里香のブログに登場するTAKUMIという学生が、21歳であることや、京都大学の学生であることなど、自分のプロフィールにそっくりだ、とするメールが届き、里香は少し動揺する。しばらくの後、里香は〈たくぽん〉に勧められて京都大学の学祭に行き、構内を散策する。そのとき、彼女の母親から連絡が入り、家に帰ると、母親が浮気していたことが父親にバレたことを知る。里香は〈たくぽん〉に宛てて、「一度会ってみたい」とするメールを送る。〈たくぽん〉から返信があり、出町柳にある町家を改装したカフェで会うことになる。里香は、例のビデオテープに映っていた女は、絵奈子なのではないか、と考える。里香が、〈たくぽん〉が指定したカフェに行くと、そこにいたのは、病的で顔が青白い男であった。

### 第3章 知恩院――愛美
愛美は、派遣会社から紹介されて、四条烏丸のビルの一角にある通販の会社の電話受付の仕事をしている。愛美の家は、東山区の知恩院という寺の近くにあるが、愛美は、知恩院の三門のもつ威圧感が、幼い頃から苦手だった。愛美は、河原町のファッションビルで働いていたとき、15歳年上の上司と不倫の関係に陥ってしまう。しかし、3か月も経たないうちに別れる。
ある日、派遣会社から契約終了を告げられる。またある日、愛美は、どこかに行ける逃げ道があるといわれる〈瓜生石〉の前まで来るが、生きる勇気をもたない限り、苦しいままであることを痛感し、京都の街を出ようと決意する。

### 第4章 哲学の道――唯
唯は、東山の哲学の道沿いに、あんみつやかき氷などを扱う和風カフェ〈SO-SUI〉を開いている。ある日、唯の店を翠が訪れる。世間話をした後で、深見のことが話題に上る。そして、間違って流れた例のビデオ映像に映っていた女は誰だったのだろう、という話になる。
翠は、あの〈事件〉で深見のことが大嫌いになった、と話す。唯は、大学4年生の夏に、深見と関係をもつ。しかし、唯が子供の産めない身体になり、深見に「自分のせいじゃない」と言われて、関係は終焉を迎えた。
例の深見のビデオテープは、彼の机の引き出しに入っていたものを、唯がダビングしたものだった。そして、〈事件〉の日に事前にビデオテープを唯がすり替えたのだった。唯は、あのビデオテープに映っていた女が、絵奈子なのではないか、と考えていた。

### 第5章 泉涌寺――翠
翠は、女性専用のリラクゼーションサロンの店を、泉涌寺の近くで開いている。翠は、大学4年生のときに、間違って流された深見のビデオ映像を見たことがきっかけで、男性に欲望をもたれることが苦手になった。翠は、5人で五山の送り火を見て、解散した後、絵奈子の跡をつけた。そして、絵奈子が西院のあるマンションの一室に入っていくのを見て、どうも不倫をしているらしいと考えた。
翠は、たまに泉涌寺の楊貴妃観音堂にお参りに行く。そこにある楊貴妃観音には、独特の色っぽさがあり、翠は、その観音が絵奈子に似ている、と思っている。翠は絵奈子が入っていったマンションのポストに、自分の店のチラシを入れる。しばらくの後、絵奈子が入っていった一室の住人の杏奈が来店する。

### 終章 東山三十六峰
深見の葬式があった日から1年が過ぎた。翠ら5人は、三条通の東にあるホテルの最上階の個室中華レストランに集まった。里香は、深見の奥さんが再婚したと話す。お酒が進んだ頃、絵奈子が、あの深見のビデオテープに映っていた女は自分だ、と話す。そして、山に火が灯りはじめ、やがて消えた。
絵奈子が典孝と床をともにしている。絵奈子が、自分があのビデオテープの女だと言ったのは冗談だった、と語る。すると典孝は、あのビデオテープの女に関する真相を語りはじめる。

## 登場人物
井野翠（いの みどり）
深見ゼミの元ゼミ生。独身。女性限定のマッサージ店を経営している。
松尾里香（まつお りか）
深見ゼミの元ゼミ生。典孝の妻。
坂上絵奈子（さかがみ えなこ）
深見ゼミの元ゼミ生。実家は、音羽山の中腹の、清水寺の参道沿いにある土産物屋。
木船唯（きふね ゆい）
深見ゼミの元ゼミ生。旧姓は伊沢。哲学の道の近くで、お茶などのお店を開いている。
佐賀愛美（さが あいみ）
深見ゼミの元ゼミ生。
深見（ふかみ）
大学教授。57歳で死去。
松尾典孝（まつお のりたか）
深見の甥。里香の夫。
木船信一郎（きふね しんいちろう）
唯の夫。
森野（もりの）
絵奈子と付き合っている。
杏奈（あんな）
森野の妻。
瀬田（せた）
山科に工房をもつ陶芸作家。絵奈子と付き合っている。
蒼井さとる（あおい さとる）
翠と付き合っている。ゲイ。